# Alemania Occidental en los Juegos Olímpicos de Lake Placid 1980
Alemania Occidental estuvo representada en los Juegos Olímpicos de Lake Placid 1980 por un total de 80 deportistas que compitieron en 10 deportes.  
El portador de la bandera en la ceremonia de apertura fue el esquiador de combinada nórdica Urban Hettich.

## Medallistas
El equipo olímpico alemán obtuvo las siguientes medallas:
| Nombre                                                     | Deporte            | Competición       |
| ---------------------------------------------------------- | ------------------ | ----------------- |
| Oro                                                        |                    |                   |
| —                                                          |                    |                   |
| Plata                                                      |                    |                   |
| Irene Epple                                                | Esquí alpino       | Eslalon gigante F |
| Christa Kinshofer-Güthlein                                 | Esquí alpino       | Eslalon F         |
| Bronce                                                     |                    |                   |
| Franz Bernreiter Hans Estner Peter Angerer Gerhard Winkler | Biatlón            | 4 × 7,5 km M      |
| Anton Winkler                                              | Luge               | Individual M      |
| Dagmar Lurz                                                | Patinaje artístico | Individual F      |